# Nothura
Nothura  es un género de aves Tinamiformes perteneciente a la familia Tinamidae. Como la mayoría de los integrantes de la familia sus miembros son denominados yutos, inambúes, o tinamúes (incluso a veces son llamados "perdices"), y todos ellos habitan en Sudamérica.
Los tinamúes son paleognatos próximos a las ratites, aunque estos conservan la capacidad para volar. Probablemente son de un aspecto muy similar a los ancestros voladores de las ratites.

## Especies
El género consta de cinco especies:
- Nothura boraquira, tinamú ventriblanco, situado en el noreste y centro de Brasil, el este de Bolivia y noreste de Paraguay;[6]
- Nothura minor, tinamú menor, localizado en el sureste de Brasil;[6]
- Nothura darwinii, tinamú de Darwin, se encuentra en el sur de Perú, el oeste de Bolivia y el sur y oeste de Argentina;[6]
- Nothura maculosa, tinamú manchado, se ubica en Argentina, Paraguay, Uruguay y el este y sur de Brasil;[6]
- Nothura chacoensis, tinamú chaqueño, localizado en el noroeste de Paraguay y el norte de Argentina.[6]